# Raoul Pugno
Stéphane Raoul Pugno (ur. 23 czerwca 1852 w Montrouge, zm. 21 grudnia 1913?/3 stycznia 1914 w Moskwie) – francuski pianista i kompozytor pochodzenia włoskiego.

## Życiorys
Początkowo uczeń Louisa Niedermeyera. W latach 1866–1869 studiował w Konserwatorium Paryskim, gdzie jego nauczycielami byli Georges Mathias (fortepian) i Ambroise Thomas (kompozycja). W 1871 roku uczestnik Komuny Paryskiej, był członkiem komitetu ds. muzyki oraz dyrektorem Opéra de Paris. Od 1872 do 1892 roku był organistą, a od 1878 roku chórmistrzem w paryskim kościele Saint Eugène. Od 1874 roku dyrygował także chórem w Salle Ventadour. W latach 1892–1896 wykładał harmonię w Konserwatorium Paryskim, następnie od 1896 do 1901 roku prowadził tam klasę fortepianu. Występował jako solista i kameralista, koncertował z E. Ysaÿe’em. Występował m.in. w Anglii (1894), Stanach Zjednoczonych (1897–1898) i Polsce (1900 i 1910). W 1903 roku jako jeden z pierwszych pianistów dokonał nagrań fonograficznych. Zmarł w trakcie tournée koncertowego w Moskwie.

## Twórczość
Uważany za najwybitniejszego pianistę francuskiego przełomu XIX i XX wieku, ceniono go jako wykonawcę utworów Chopina, Mozarta i Francka. Był jednym z pierwszych popularyzatorów muzyki Richarda Wagnera we Francji.
Skomponował m.in. Concertstück na fortepian i orkiestrę (1900), Sonatę fortepianową d-moll (1873), oratorium La résurrection de Lazare (1879), opery Ninetta (wyst. Paryż 1882), La sosie (wyst. Paryż 1887), Le retour d’Ulysse (wyst. Paryż 1889) i La vocation de Marius (wyst. Paryż 1890), balet La Danseuse de core (wyst. Paryż 1892), liczne pieśni i utwory na fortepian. Śmierć przerwała mu pracę nad muzyką do sztuki Ville morte według Gabriela D’Annunzio, partyturę dokończyła Nadia Boulanger.